# 拉斯格赖斯
拉斯格赖斯（法語：Lasgraisses，法語發音：[lasɡʁɛs]）是法国奧克西塔尼大區塔恩省的一个市镇，属于阿尔比区。

## 地理
拉斯格赖斯（43°49'12"N, 2°2'17"E）面积12.22 平方千米，位于法国奧克西塔尼大區塔恩省，该省份为法国南部内陆省份，北起顺时针与阿韦龙省、埃罗省、奥德省、上加龙省和塔恩-加龙省接壤。
与拉斯格赖斯接壤的市镇（或旧市镇、城区）包括：卡达朗、费诺勒、拉贝西耶尔康代伊、奥尔邦、雪拉克。

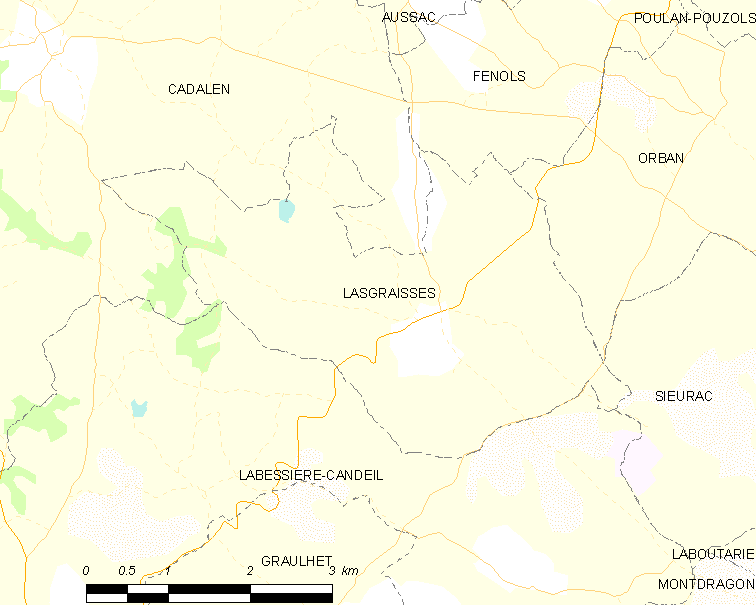
拉斯格赖斯的OSM定位图

拉斯格赖斯的时区为UTC+01:00、UTC+02:00（夏令时）。

## 行政
拉斯格赖斯的邮政编码为81300，INSEE市镇编码为81138。

## 政治
拉斯格赖斯所属的省级选区为两岸县。

## 人口

1962-2008年间拉斯格赖斯人口变化图示

拉斯格赖斯于2022年1月1日时的人口数量为575人。